# Campionati europei di ciclismo su strada 2023 - Cronometro femminile Under-23
La cronometro femminile Under-23 dei Campionati europei di ciclismo su strada 2023, ventisettesima edizione della prova, si disputò il 20 settembre 2023 su un percorso di 19,8 km, con partenza e arrivo da Emmen, nei Paesi Bassi. La medaglia d'oro fu appannaggio della britannica Zoe Bäckstedt, la quale completò il percorso con il tempo di 24'25", alla media di 48,63 km/h, precedendo la tedesca Antonia Niedermaier e la finlandese Anniina Ahtosalo.
Sul traguardo 35 cicliste, su altrettante partenti, portarono a termine la competizione.

## Ordine d'arrivo (Top 10)
| Pos. | Corridore           | Squadra     | Tempo   |
| ---- | ------------------- | ----------- | ------- |
| 1    | Zoe Bäckstedt       | Regno Unito | 24'25"  |
| 2    | Antonia Niedermaier | Germania    | a 57"   |
| 3    | Anniina Ahtosalo    | Finlandia   | a 1'33" |
| 4    | Nora Jenčušová      | Slovacchia  | a 1'35" |
| 5    | Wilma Aintila       | Finlandia   | a 1'37" |
| 6    | Julie De Wilde      | Belgio      | a 1'40" |
| 7    | Églantine Rayer     | Francia     | a 1'56" |
| 8    | Maud Rijnbeek       | Paesi Bassi | a 1'59" |
| 9    | Cédrine Kerbaol     | Francia     | a 2'01" |
| 10   | Gaia Masetti        | Italia      | a 2'05" |